# Mikhaïl Savov
Mikhaïl Savov (en bulgare : Михаил Савов), né le 14 novembre 1857 à Stara Zagora et mort le 21 juillet 1928 à Saint-Vallier-de-Thiey en France, est un général bulgare qui a été à plusieurs reprises ministre de la Défense (1891-1894 et 1903-1907), commandant en second de l'armée bulgare pendant les guerres balkaniques.
Il a été deux fois renvoyé de l'armée et réaffecté à deux reprises avec l'aide du tsar Ferdinand Ier. Mikhaïl Savov et Ferdinand Ier sont considérés comme les personnages principaux responsables de la Deuxième Guerre balkanique.

## Sources
- Недев, С., Командването на българската войска през войните за национално обединение, София, 1993, Военноиздателски комплекс „Св. Георги Победоносец“, стр. 56
- Димитров, И., Съединението 1885 - енциклопедичен справочник, София, 1985, Държавно издателство „д-р Петър Берон“, стр. 182